# 元會禮儀
元會禮儀是君主對附庸和從屬國所派遣使節，於新年元旦接受他們拜賀的仪式。

## 中国的元會禮儀
中国的元會禮儀始於唐代开始。每年新年，藉此向皇帝拜賀以表達忠誠，會长安正宮太極宮的太極殿殿庭，各省代表和京城官僚依照品秩伺候，排列仪仗和随从，並有禮樂。成千上万臣民通过此向皇帝拝賀，其後皇帝會飲用寿酒，開始酒宴。然后，各朝貢國和各省各地代表會向皇帝上賀表 (文體)，上報瑞祥與納貢，以此確立君臣關係。

## 日本的元會禮儀
日本在奈良時代大化2年(646年)起，举行賀正礼，至平安时代依照唐風引入唐代儀式，公卿大夫及国府祝贺。日本元會禮儀的特徵是，主要表現給外國使節作为對象 .

## 脚注
1. ↑  黒田日出男編『歴史学事典12 王と国家』(弘文堂、2005年) 221頁参照。

## 相关
- 仪式
- 朝貢